# Rhoio (Tochter des Skamandros)
Rhoio (altgriechisch Ῥοιώ Rhoiṓ), auch Strymo (Στρυμώ Strymṓ) genannt, ist eine Gestalt der griechischen Mythologie.
Sie war eine Tochter des Flussgottes Skamandros und Gemahlin des Laomedon, des zweiten Königs von Troja. Als ihre Kinder werden Tithonos und Priamos genannt.